# Università Cattolica Fu Jen
L'Università Cattolica Fu Jen (輔仁大學T, 辅仁大学S, Fǔrén DàxuéP; sigla FJU dall'inglese Fu Jen University) è un'università mista con sede nella città di Nuova Taipei, a Taiwan. È conosciuta colloquialmente come FǔDà" (輔大).
Fu Jen è la più antica università cattolica e affiliata ai gesuiti nel mondo di lingua cinese. Attualmente l'università è stata classificata tra le prime 300 al Times Higher Education Impact Ranking, la top 100 in teologia e la top 500 in discipline umanistiche e medicina da QS World University Rankings.

## Storia

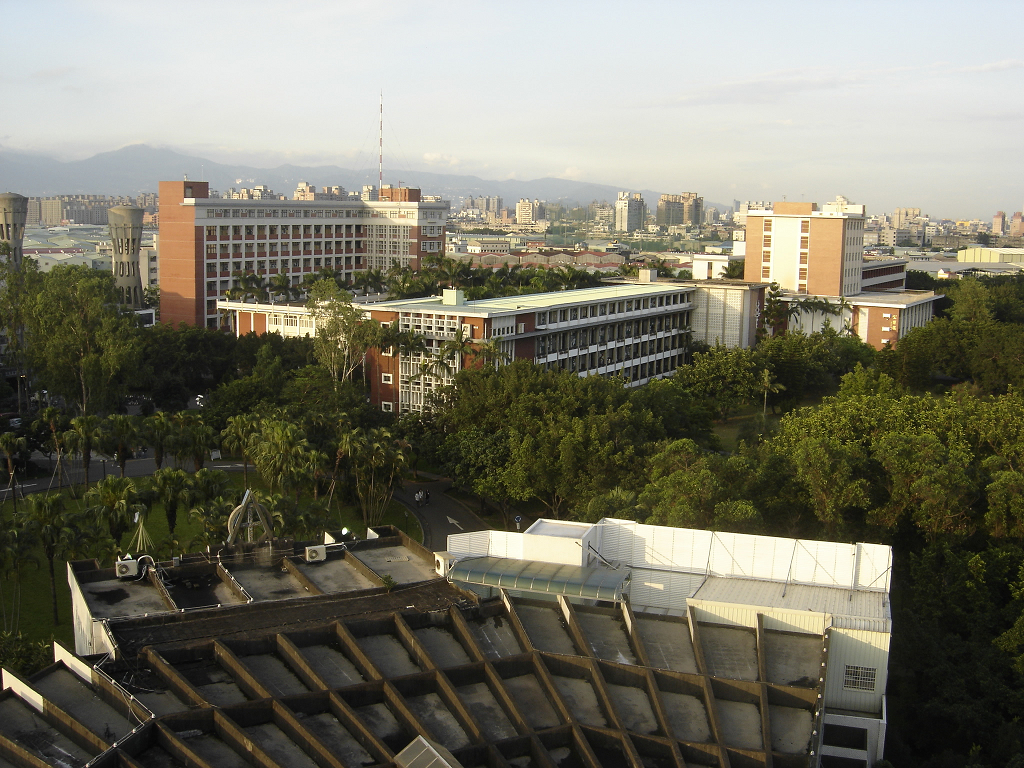
Northeast-parte del campus

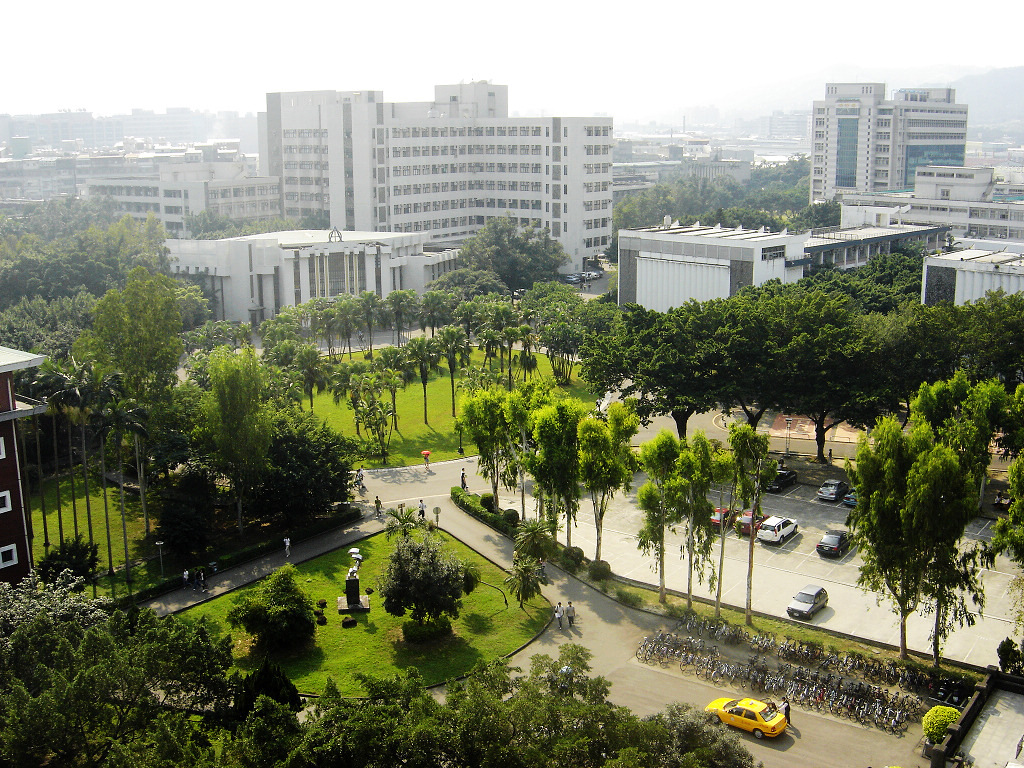
Central-parte del campus

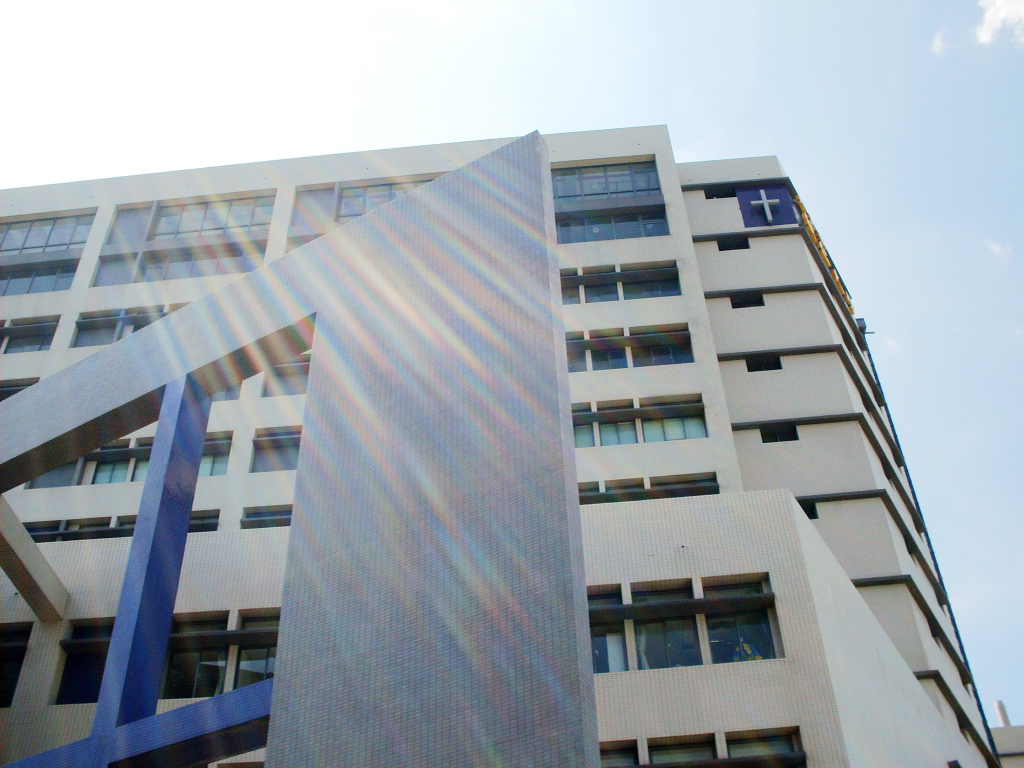
Edilizia Medicina

È stato iniziato nel 1925. Il suo primo nome era Università Cattolica di Pechino (attualmente Università normale di Pechino). È stato avviato di nuovo nel 1961.
Dal 2008 è stato avviato un Programma di Global Leadership per studenti di 4 università gesuite dell'Asia orientale: l'Università Ateneo de Manila nelle Filippine, Università Cattolica Fu Jen a Taiwan, Sogang University nella Corea del Sud e la Sophia University in Giappone, che condividono lo stesso spirito cattolico.
Il campus dell'Università Cattolica Fu Jen (compreso l'ospedale annesso) è di 40 milioni di metri quadrati, la dimensione è vicina alla Città del Vaticano e al campus Toyonaka dell'Università di Osaka.

## Organizzazione
- Collegio di Lettere e Filosofia
- Collegio di Belle arti
- Collegio di Medicina
- Collegio di Comunicazione
- Collegio di Educazione
- Collegio di Scienze ed ingegneria
- Università di Lingue straniere
- Collegio di Ecologia umana
- Scuola di diritto
- Collegio di Direzione aziendale
- Collegio di Scienze sociali
- Facoltà di Teologia
- La divisione di sera

## Biblioteca
- Kungpo Biblioteca
- Schutte Biblioteca
- Fahy Biblioteca
- Cardinale Paul Biblioteca
- Teologia Biblioteca

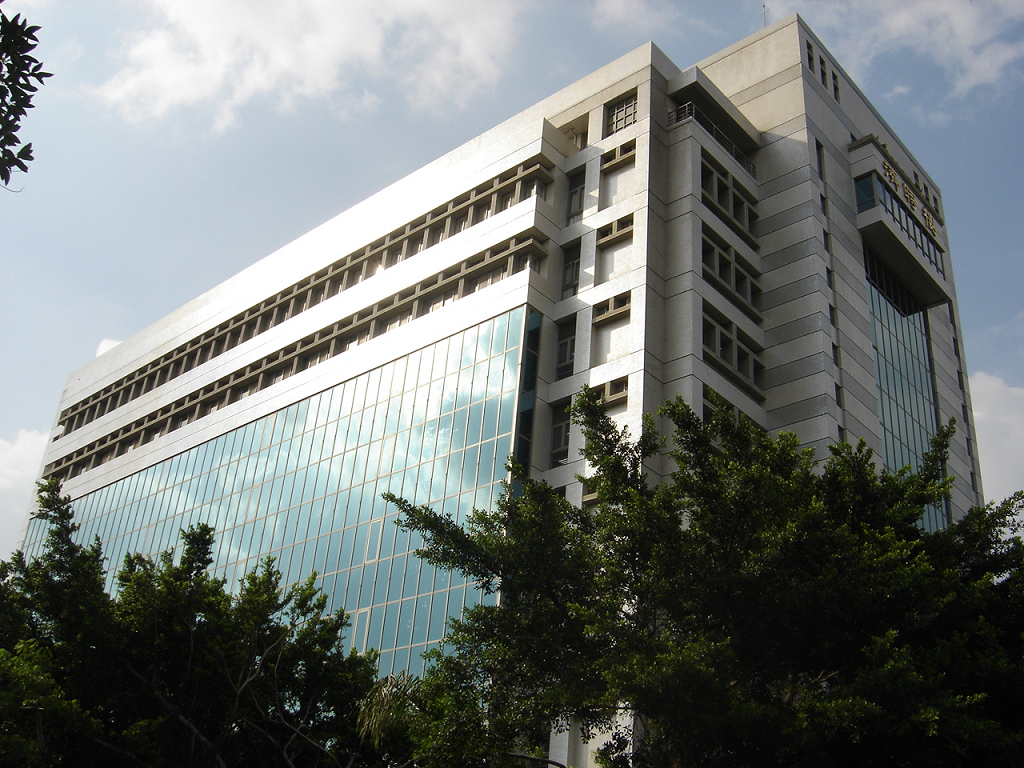
Fahy
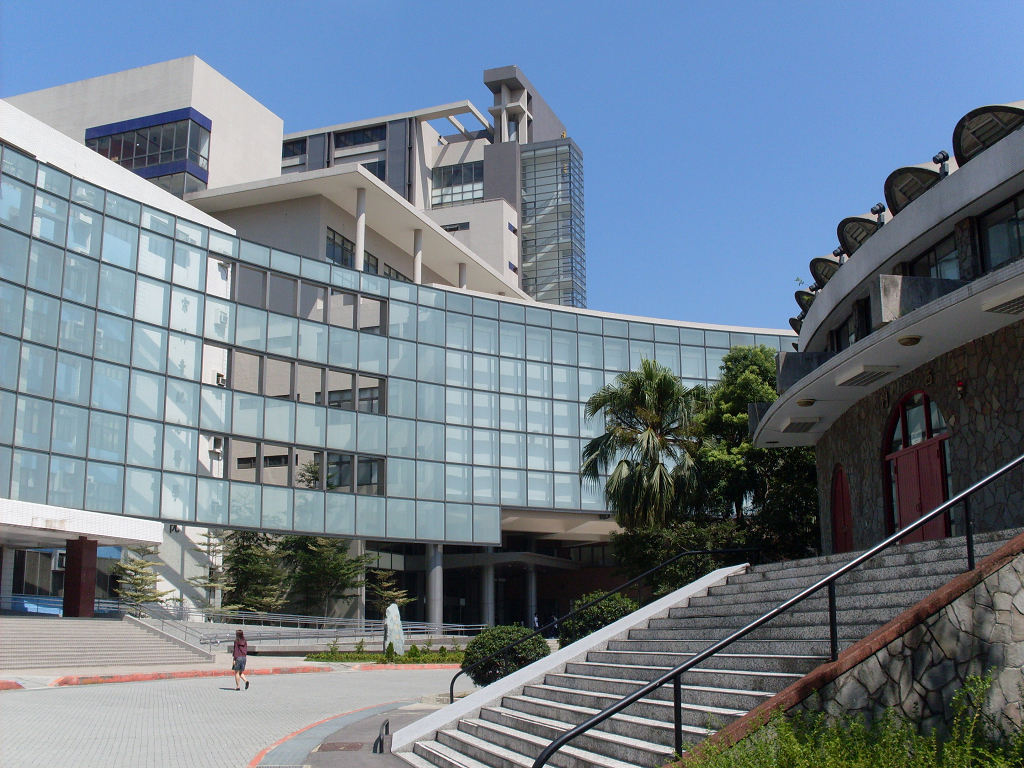
Cardinale Paul
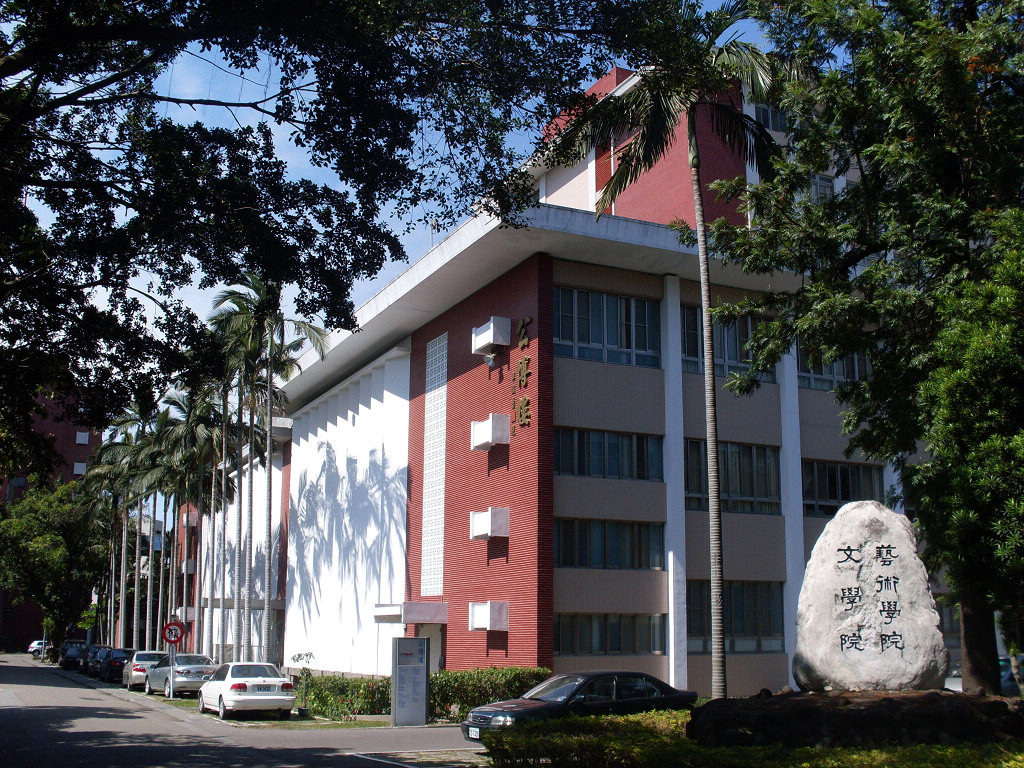
Kungpo
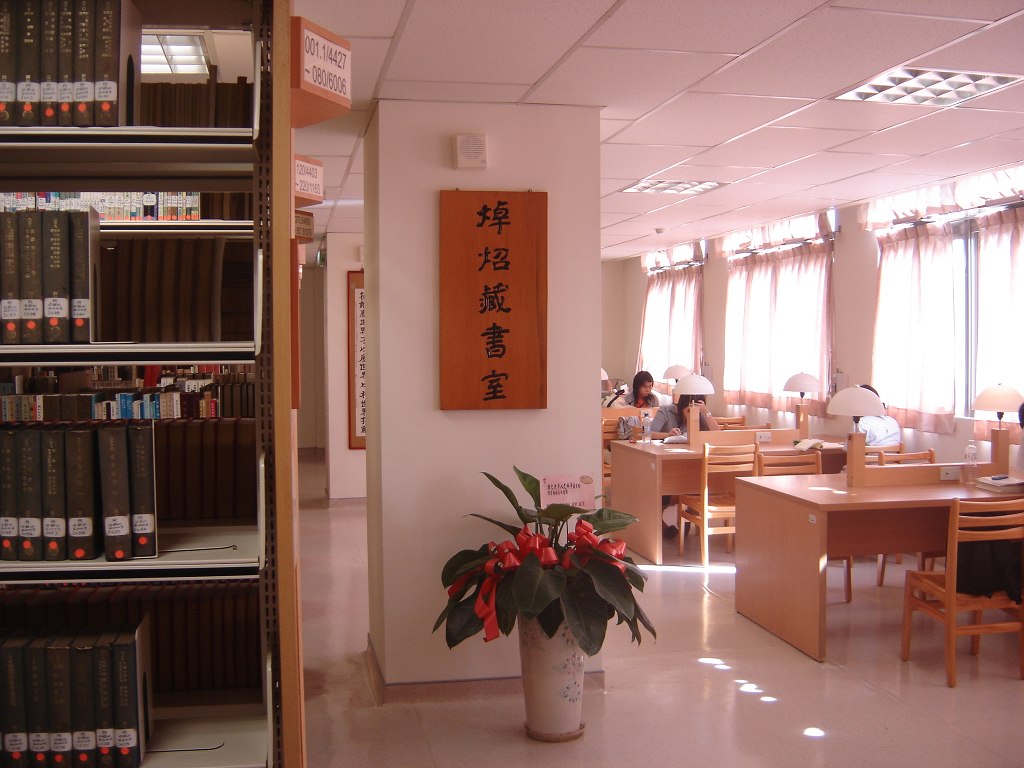
Kungpo
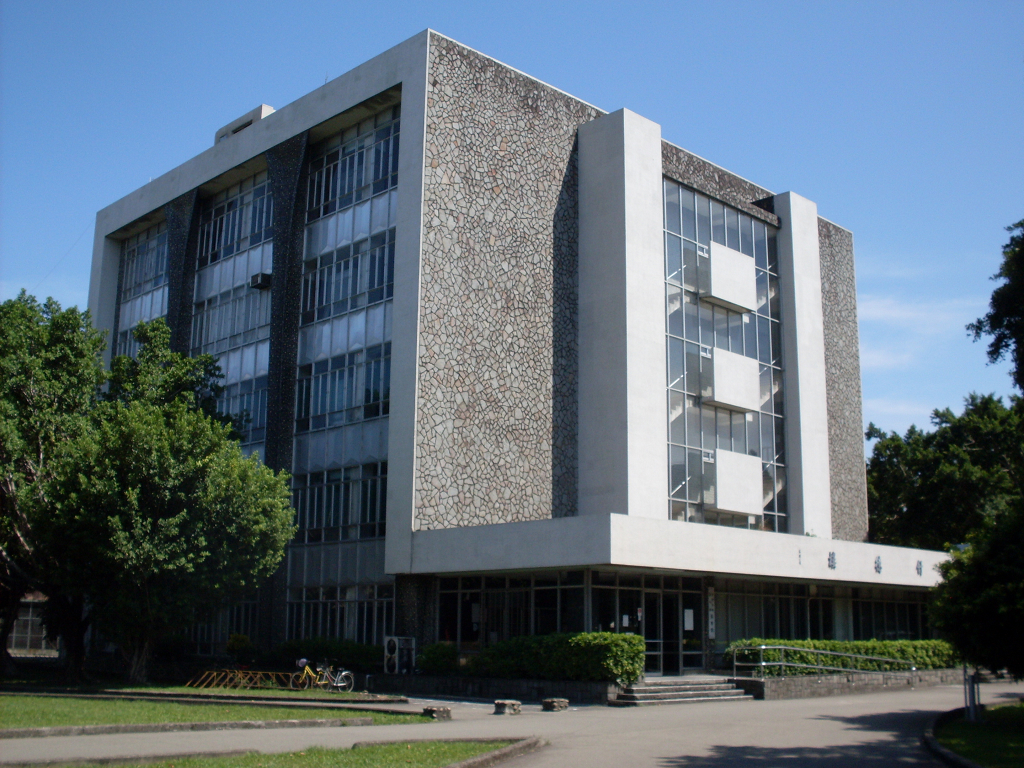
Schutte
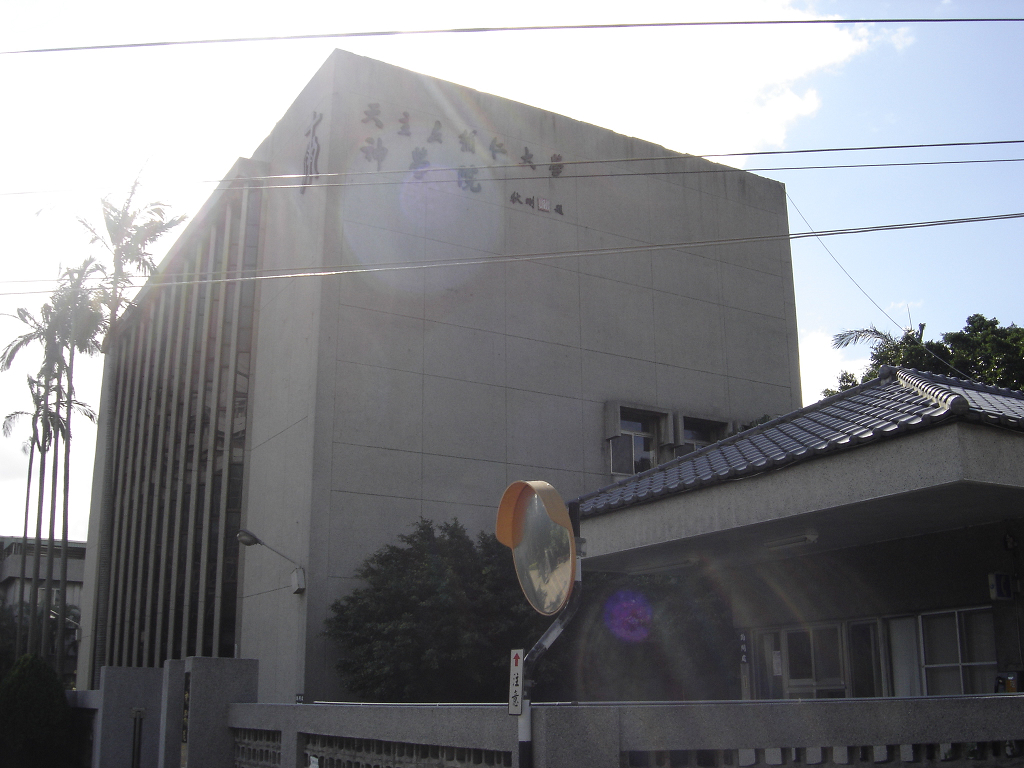
Teologia